# 1349 (hudební skupina)
1349 je norská black metalová hudební skupina, která vznikla v roce 1997 v Oslu. Je známá především díky bubeníkovi Frostovi, který hraje také ve skupině Satyricon.
V roce 1349 byl do Norska zavlečen mor a zdecimoval 2/3 norské populace.

## Diskografie

### Studiová alba
- 2019 – The Infernal Pathway
- 2014 – Massive Cauldron of Chaos
- 2010 – Demonoir
- 2005 – Hellfire
- 2004 – Beyond The Apocalypse
- 2003 – Liberation
- 2001 – 1349
- 1999 – Chaos Preferred